# Ibrahim bin Haji Yaacob
Ibrahim bin Haji Yaacob (ur. 1911, zm. 1979) – malajski polityk.
Działacz radykalnego malajskiego ruchu narodowego. Podczas II wojny światowej współpracował z Japończykami. W lipcu 1945 stanął, wraz z Burhanuddinem Al-Heny, na czele Najwyższej Siły Ludu Indonezji. Zmarł na emigracji w Indonezji.